# Filip Wypych
Filip Wypych (ur. 20 kwietnia 1991) – polski pływak specjalizujący się w stylu dowolnym, brązowy medalista mistrzostw Europy na krótkim basenie.

## Kariera
W 2016 roku podczas mistrzostw Europy w Londynie zajął 13. miejsce na 50 m kraulem.
Kilka miesięcy później, reprezentował Polskę na igrzyskach olimpijskich w Rio de Janeiro. W konkurencji 50 m stylem dowolnym uzyskał czas 22,23 i zajął 21. miejsce.
Na mistrzostwach świata w Budapeszcie na dystansie 50 m stylem dowolnym z wynikiem 22,57 uplasował się na 32. pozycji.
W grudniu 2017 roku podczas mistrzostw Europy na krótkim basenie w Kopenhadze zdobył brązowy medal w sztafecie 4 × 50 m stylem dowolnym, w której Polacy ustanowili nowy rekord kraju (1:24,44).